# Jacques Guijon
Jacques Guijon, né en 1542 et mort en octobre 1625 à Autun, est un humaniste bourguignon, très attaché à sa région. Son œuvre est rédigée en latin ou en grec, plus rarement en français ; il connaissait aussi, au moins partiellement, l'hébreu.

## Biographie.
Jacques Guijon est le fils du médecin Jean Guijon (originaire de Saulieu et installé à Autun en 1535) et de Cécile Rolet. Cette dernière était comparée à Cornelia, la mère des Gracques, pour l'instruction qu'elle s'attache à donner à ses enfants, trois filles et quatre fils. Jacques Guijon est l'aîné des quatre garçons qui, tous, laissèrent des œuvres écrites. 

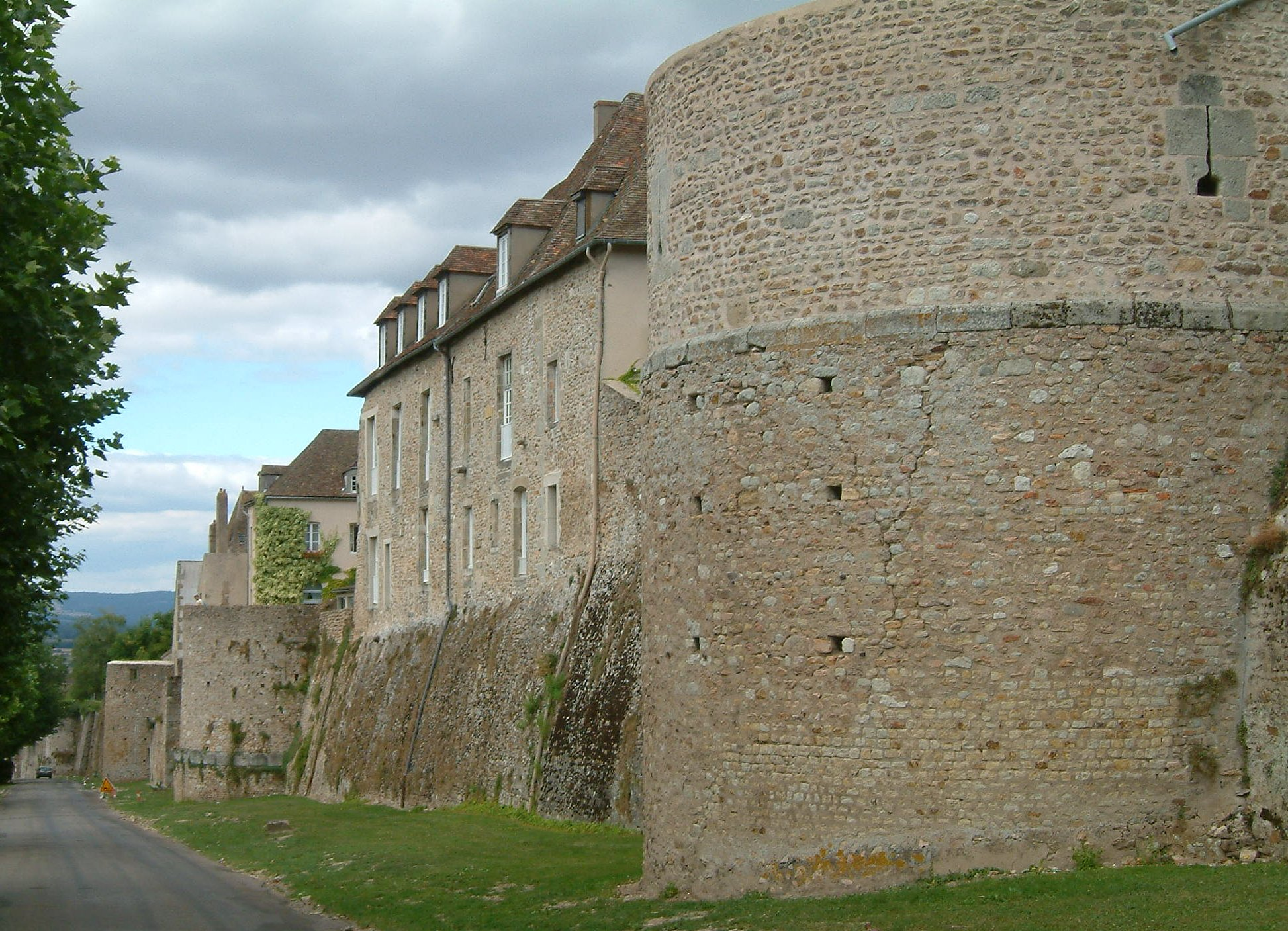
Remparts gallo-romains d'Autun.

Philibert Papillon, un érudit du 18e siècle, auteur d'un ouvrage recensant tous les auteurs de Bourgogne, affirme qu'il était si doué en latin qu'il prononce, à l'âge de dix-huit ans, un discours dans cette langue en l'église cathédrale d'Autun, le jour du Jeudi Saint. Après des études à Paris, où il prend des cours de grec avec Jean Dorat et de philosophie avec Adrien Turnèbe,  puis à Cahors et à Toulouse, où il étudie le droit civil, il voyage en Italie et en Allemagne. 
Philibert de la Mare, qui a publié l’œuvre de Guijon mais aussi écrit sa biographie, affirme qu'à son retour il est nommé professeur de grec au Collège Royal, la chaire ayant été laissée vacante par la mort de Denis Lambin en 1572. Tous les biographes postérieurs reprennent cette information , mais les listes de professeurs de grec au Collège Royal ne le mentionnent pas. 
Il retourne ensuite en Bourgogne où il occupe des charges administratives : lieutenant au siège de Montcenis, puis lieutenant criminel au bailliage et à la chancellerie d'Autun. Il épouse alors Anne Saumaise, veuve de l'avocat du roi au bailliage d'Autun Jean de Ganay, dont il a une fille, à propos de laquelle une curieuse histoire est parfois racontée :  Edmé Thomas, qui suit La Mare, affirme qu'ayant lu dans les astres qu'elle allait devenir prostituée, son père lui passa un lacet au cou à sa naissance, et la déposa dans une maison close ; l'enfant survécut mais, trompant les prédictions astrologiques, mourut très jeune, à l'âge de sept ou quatorze ans selon les sources. 
Guijon devient ensuite maire de la ville d'Autun (1596) et, alors qu'Henri IV veut le nommer conseiller d’État, il préfère demeurer dans sa région (par modestie, affirme Papillon). Il passe les dix dernières années de sa vie à lire Aristote et ses commentateurs. Il meurt début octobre 1625, âgé de 83 ans. Il est enterré dans l'église Saint-Pancrace d'Autun, aujourd'hui disparue.

## Travaux
L’œuvre de Jacques Guijon est celle d'un humaniste respectueux du pouvoir royal, très attaché à sa ville et cultivé.

### Le respect de l'autorité royale
Au moment de la seconde Ligue catholique, alors que la ville d'Autun a pris le parti des Ligueurs, Guijon, est lieutenant criminel au bailliage et à la chancellerie de la ville. Il reste fidèle au roi. Cette décision lui vaut des représailles : en effet, comme le bailliage a été transféré à Lucenay, puis à Moulins-Engilbert, sa maison est mise à sac, sa bibliothèque pillée et détruite. Lorsque les troubles se sont apaisés et qu'il revient à Autun, il est nommé vierg (maire) de la ville par le roi, qui lui témoigne ainsi sa reconnaissance.

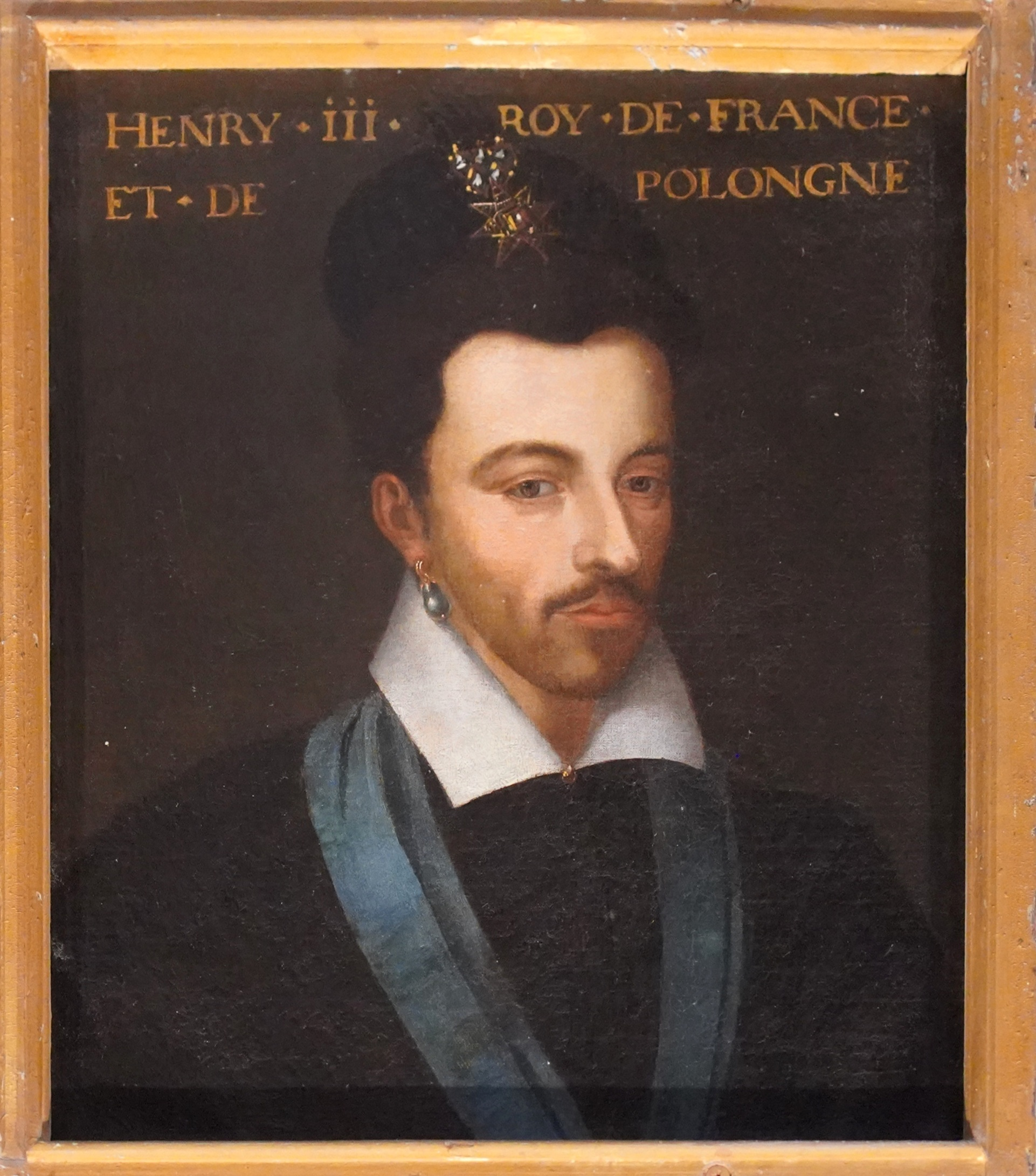
Le roi Henri III.

Parmi les œuvres de Guijon, Le devoir du sujet vray Francois et catholique, servant de response à l'Advis de Mr E.B. Advocat au Parlement de Dijon, est l'un des rares écrits en français. Il y répond à Étienne Bernard qui, dans son Advis des Estats de Bourgogne aux Français, a développé l'idée que, pour s'être trop peu opposé « aux hérétiques », Henri III devait être considéré comme parjure, tandis que son assassin Jacques Clément était un martyr de la Foi. La réponse de Guijon s'étend sur plus de quarante pages nourries de références antiques et bibliques, dans lesquelles il souligne l'hypocrisie de Bernard qui blâme Henri III après l'avoir flatté, et affirme haut et fort que s'en prendre à un roi est un blasphème.

### Un attachement à la Bourgogne
Une grande partie de la vie de Guijon s'est déroulée à Autun. Il n'a pas voulu quitter la ville, malgré le poste de conseiller d’État à Paris que lui proposait Henri IV, marquant ainsi son attachement à sa région et à sa cité. 
Sa correspondance révèle des liens avec des parlementaires bourguignons, tels Denis Brulard, président du Parlement de Dijon (lettre de mars 1583), Jean-Baptiste Lantin, conseiller à ce même Parlement (lettre d'octobre 1606) ou encore Nicolas de Chevasne, jurisconsulte dijonnais (lettre d'octobre 1621). Un destinataire est privilégié, à qui sont adressées plus d'une douzaine de lettres entre novembre 1604 et février 1620, Claude Saumaise, qualifié d'« humaniste et philologue bourguignon ». Guijon lui est apparenté car Anne Saumaise, son épouse, est la tante de Claude; cette correspondance  révèle l'admiration de Guijon pour le jeune homme (son cadet d'une quarantaine d'années) auquel un séjour dans la Bibliothèque palatine à Heildelberg a permis de découvrir en 1606, le manuscrit de ce qui est aujourd'hui appelé l'Anthologie Palatine.
Les œuvres poétiques de Guijon mentionnent aussi de nombreux Bourguignons, qu'il s'agisse de déplorer leur mort dans des Tombeaux poétiques ou d'en faire les destinataires de ses vers. On trouve parmi eux beaucoup de conseillers au Parlement de Dijon (Bénigne Saumaise, le père de Claude ; Maclou Popon; Jacques de Vintimille ; Bénigne Milletot ou Jean Carré...) ; le procureur du roi au Parlement de Dijon Hugues Picardet ; le procureur du roi au bailliage de Dijon Etienne Tabourot des Accords ; le trésorier du diocèse de Langres Jacques Vignier ; Cyrus de Thiard, évêque de Chalon, ou le duc de Nevers Louis de Gonzague.  
Figure également dans ces œuvres poétiques une épigramme destinée à être placée sur une porte d'entrée de la ville d'Autun (Portae marmoreae inscribendum Augustae Aeduorum (Epigramme devant être inscrite sur la porte de marbre d'Autun)), dans laquelle Guijon chante la renaissance de la ville, plus belle encore qu'elle n'était dans l'Antiquité (Pulchrior, e tumulo nunc rediviva venit (Elle sort vivante du tombeau, plus belle encore)).

Roger de Bellegrade.

L'amour de Guijon pour sa ville est sensible dans son Sommaire, dessin et proiect de ce qui a esté représenté pour l'heureuse Entrée de Messire Roger de Bellegarde (...). Dans cette description de l’entrée de Roger de Bellegarde dans la ville d’Autun le 6 octobre 1603, en qualité de gouverneur, Guijon cherche à valoriser les origines gauloises de sa cité, comme en témoigne la fausse étymologie qu'il donne du toponyme : pour lui, « Autun » ne viendrait pas de Augustodunum (« la forteresse d’Auguste », nom qui rappelle que l’empereur fonda cette ville pour l’opposer à sa rivale gauloise Bibracte), mais de Augusta Aeduorum (« la merveille des Eduens » , du nom du peuple gaulois qui habitait l'actuelle Bourgogne). Il en est de même quand il décrit le « temple de Janus » situé en-dehors de l’enceinte d’Autun, sur un lieu-dit nommé « la Genetoye ». « Genetoye » vient de « genêts » et la nature exacte du bâtiment est encore aujourd'hui incertaine. Guijon explique que « Genetoye » serait une forme corrompue de « Janus » et que le bâtiment serait un temple dédié à ce dieu à deux visages, symbole du passé et de l'avenir, et donc présage de la restauration d'Autun dans son ancienne splendeur.

### Un humaniste trilingue
Pour les humanistes, une forme d'idéal est représentée par l'homo trilinguis (l'homme trilingue), capable de maîtriser à la fois le latin, le grec et l'hébreu ; un idéal assez peu souvent atteint.
Or, la première œuvre de Guijon, dans l'édition des œuvres des frères Guijon qu'a donnée La Mare, témoigne d'une connaissance au moins minimale de l'hébreu : il s'agit d'un petit traité intitulé De significatione uerbi Bereschith (Sur la signification du terme "Bereschith") dans lequel il analyse ce nom que les Hébreux donnent à La Genèse parce qu'il en est le premier mot, et en justifie la traduction en grec par ἐν ἄρχη et en latin par in principio.
Dans le texte suivant, Historia morbi quem tribus annis passus fuerat, ad Lazarum Riverium Monspeliensem medicum (Histoire de la maladie dont il avait souffert il y a trois ans, à Lazare Rivière, médecin de Montpellier), Guijon se présente comme un humaniste ayant de bonnes connaissances médicales : il décrit à son correspondant sa maladie des yeux, en essayant d'en déterminer la cause (il pense qu'elle vient d'une irritation du foie), en mentionnant les symptômes (pustules, démangeaisons...) et les remèdes qu'il a employés (soufre, pastilles d'eau de rose...). Il témoigne également de sa culture par de nombreuses références aux médecins et naturalistes de l’Antiquité (Hippocrate, Discoride, Pline l’Ancien) et par l'emploi de multiples termes écrits en grec : μεσόφρυον (intervalle entre les sourcils), ξηροφθαλμία (ophtalmie sèche), ξυσμός (démangeaison), ἐρεθιστικός (qui indique de l’irritation)...
Les Poemata (Poésies), présentés sans ordre apparent, écrits en hexamètres ou en distiques élégiaques (à une exception près en vers iambiques), sont de formes variées. On recense beaucoup d'éloges funèbres, mais aussi des traductions de textes grecs, des pièces maniant les lieux communs de la poésie érotique, quelques pièces religieuses (deux hymnes à la Vierge Marie et au Christ, une action de grâces à Dieu). Le dernier des poèmes est le plus long : il s'agit d'une Gigantomachie (récit du combat des dieux de l'Olympe contre les géants), dans laquelle Guijon reprend nombre de motifs attachés à cette tradition dans l'Antiquité (Hésiode, Pindare, Callimaque, Horace, Ovide, Stace, Claudien  ou encore Nonnos de Panopolis ) et à la Renaissance (Marulle, Du Bellay, Ronsard), sans s'interdire d'innover dans la présentation de certains personnages.
Les Poemata sont suivis par une section de poeticae imitationes (imitations poétiques), dans lesquelles Guijon réécrit en distiques latins les Quatrains de Guy du Faur de Pibrac, paraphrase en vers latins divers passages de la Bible (des Psaumes, des passages de l'Ecclésiaste, diverses prières) ou traduit en latin des pièces françaises (dont il ne mentionne pas l'auteur) et une pièce italienne de Pétrarque.

## Publications
Le bibliophile dijonnais Philibert de La Mare réunit et publie en 1658 les œuvres des frères Guijon sous le titre Iacobi, Ioannis, Andreae et Hugonis fratrum Guiioniorum opera uaria, ex bibliotheca Philiberti De La Mare, senatoris Diuionensis (Œuvres variées des frères Jacques, Jean, André et Hugo Guijon, tirées de la bibliothèque de Philibert de La Mare, membre du Parlement de Dijon). Il y insère en épigraphe un vif éloge des Guijon : 
« Aeternae memoriae Iacobi, Ioannis, Andreae et Hugonis fratrum Guiioniorum qui ea, qua plurimum ualebant, eruditione caste et innocenter usi, neque Gallicae neque literariae reipublicae umquam defuerunt.
(A la mémoire éternelle de Jacques, Jean, André et Hugo Guijon, des frères qui, en usant vertueusement et honnêtement de l’érudition qui faisait leur puissance, n’ont jamais manqué à leurs devoirs envers l’État français ni envers la République des Lettres) »
Le volume comprend :
- (la + grk + he) De significatione uerbi Bereschith [« Sur la signification du terme bereschith »], p. 1-5
- (la + grk) Historia morbi quem tribus annis passus fuerat, ad Lazarum Riverium Monspeliensem medicum [« Histoire de la maladie dont il avait souffert il y a trois ans, à Lazare Rivière, médecin à Montpellier »], p. 6-13
- (fr + la + grk) Sommaire, dessein et project de ce qui a esté representé pour l'heureuse entrée de Messire ROGER DE BELLEGARDE, Chevalier des deux Ordres du Roy, Conseiller en ses Conseils d'Estat et Capitaine de cent hommes d'armes de ses Ordonnances, premier gentilhomme de sa Chambre et Lieutenant general pour sa Majesté au Gouvernement de Bourgongne, Bresse et Pays adjacents, en la ville et Cité d'Autun, le VI. octobre M.DC.III, p. 14-42
- (la + grk) Iacobi Guiionii Epistolae [« Lettres de Jacques Guijon »], p. 43-133
- Le devoir du suiet vray Francois et catholique, seruant de response à l'Aduis de Mre E.B. Aduocat au Parlement de Dijon, p. 134-175
- (la + grk) Poemata [« Poésies »], p. 176-321
- (la) Imitationes poeticae [« Imitations poétiques »], p. 322-395